# Matthew Holmes
Matthew Holmes (ur. 8 grudnia 1993 w Wigan) – brytyjski kolarz szosowy.

## Osiągnięcia
Opracowano na podstawie:
2011
- 2. miejsce w igrzyskach Wspólnoty Narodów młodzieży (jazda drużynowa na czas)
- 2. miejsce w igrzyskach Wspólnoty Narodów młodzieży (wyścig drużynowy na czas)

2020
- 1. miejsce na 6. etapie Tour Down Under

## Rankingi
| Rok             | 2016  | 2017  | 2018  | 2019 | 2020 | 2021 | 2022  | 2023 | 2024  |
| --------------- | ----- | ----- | ----- | ---- | ---- | ---- | ----- | ---- | ----- |
| World Ranking   | 1903. | 1062. | 2627. | 765. | 345. | -    | 2885. | -    | 2667. |
| UCI Europe Tour | 1264. | 673.  | 1748. | 556. | 283. | -    | 1732. | -    | -     |
|                 |       |       |       |      |      |      |       |      |       |
| Źródło: UCI     |       |       |       |      |      |      |       |      |       |